# François Gayot de Pitaval
François Gayot de Pitaval, född 1673 i Lyon, död 1743, var en fransk jurist.
Pitaval var ursprungligen militär, från 1713 advokat. Han gjorde sig känd som utgivare av en omfattande samling brottmålsreferat, ofta med skandalöst innehåll, Causes célèbres et intéressantes (24 band, 1734-1738), fortsatt av François Richer (22 band, 1772-1788). Litteraturtypen kopierades senare i Tyskland av Julius Eduard Hitzig och Wilhelm Häring i Der neue Pitaval (36 band, 1842-1865, neue Serie 24 band 1866-1891). En Pitaval der Gegenvart utgavs av Reinhard Frank med flera i 8 band 1903-1918.